# Songs from the Other Side
Songs from the Other Side è un album di raccolta del gruppo alternative rock britannico The Charlatans, pubblicato nel 2002.

## Tracce
1. Imperial 109
2. Everything Changed
3. Happen to Die (Full version)
4. Occupation H. Monster
5. Stir It Up
6. Feel Flows (Van Basten mix)
7. Subterranean
8. Back Room Window
9. Green Flashing Eyes
10. Nine Acre Dust (Chemical Brothers remix)
11. Frinck
12. Your Skies Are Mine
13. Two of Us
14. Don't Need a Gun
15. Title Fight
16. Clean Up Kid